# Val-de-Saâne
Val-de-Saâne település Franciaországban, Seine-Maritime megyében. Lakosainak száma 1468 fő (2022. január 1.). Val-de-Saâne Ancretiéville-Saint-Victor, Auzouville-sur-Saâne, Beauval-en-Caux, Belleville-en-Caux, Bertrimont, Bourdainville, Calleville-les-Deux-Églises, La Fontelaye, Imbleville, Lindebeuf, Saâne-Saint-Just, Saint-Pierre-Bénouville, Saint-Vaast-du-Val és Le Torp-Mesnil községekkel határos.

## Népesség
A település népessége az elmúlt években az alábbi módon változott:
| Lakosok száma | 1465 | 1478 | 1509 | 1504 | 1497 | 1491 | 1484 | 1476 | 1468 |
|               | 2013 | 2015 | 2016 | 2017 | 2018 | 2019 | 2020 | 2021 | 2022 |